# 渡辺孫一郎
渡辺 孫一郎（わたなべ まごいちろう、1885年〈明治18年〉9月1日 - 1955年〈昭和30年〉6月12日）は、明治から昭和時代にかけての日本の数学者。専門は解析学および確率論で、「確率」という用語の普及に寄与した。

## 経歴
渡辺藤太の長男として栃木県下都賀郡木村（のち赤津村、現在の栃木市都賀町木）に生まれる。実家は酒造業であるという。栃木中学校を経て、1908年（明治41年）東京帝国大学理学部数学科卒業。
1911年（明治44年）、第八高等学校数学教授となる。八高では視察にきた林鶴一から講義を酷評されたため、心配した校長が付近の中学校に出張させ、本人も真面目に講義法を見学したが、一向に変化がなかったという。第一高等学校に移り、1919年（大正8年）に "On a determinate system of non-independent trials" などの論文で東北帝国大学から理学博士の学位を授与される。これにあたって師匠の藤沢利喜太郎に挨拶に行ったところ、probability の訳語を「確率」として普及するよう指導され、1926年に文政社から『確率論』を出版する。この書が「確率」という用語の普及に貢献した。ほかの著書として『新編高等代数学』（1922年）、『初等微分積分学』（1935年）を裳華房から上梓しており、これらは高等学校の理科系の教科書として広く用いられた。
東京商科大学（現・一橋大学）教授となったが白票事件などの騒動で辞し、商大では講師として引き続き教鞭をとりつつも東京工業大学教授を本業とした。工大時代の講義の評判は良く、学生からわかりやすいと評された。退職後は同大名誉教授、日本数学教育会（日数教）会長を務めた。新宿区戸塚町の自宅で脳出血のため死去。

## 人物
物腰柔らかで性格を表に出さず、学生を叱ったことがないという評判がある一方、芯は強く外柔内剛の性であると評された。実家は酒造業であり、本人も酒好きだったが、少しずつ飲んで温厚かつ愉快に酔うという性分のため、知人の平野智治や佐藤良一郎（いずれも日数教会員）から酒飲みの模範と評されている。
将棋が強いことで知られ、有段者であったという。対局の相手となった数学者として秋山武太郎や掛谷宗一の名が挙がっている。

## 著作
単著
- 『新編高等代数学』裳華房、1922年。
- 『數學諸論大要』裳華房、1922年。
- 『数学諸論大要』裳華房、1924年。
- 『確率論』文政社、1926年。
- 『初等解析幾何学』裳華房、1929年。
- 『中等教育新撰幾何』暸文堂、1933年。
- 『女子数学教科書』山海堂出版部、1933年。
- 『初等微分積分学』裳華房、1935年。
- 『高等数学初歩』裳華房、1939年。
- 『確率論』共立出版、1946年。
- 『代数学撰要』裳華房、1947年。
- 『数学大要』裳華房、1950年。
- 『初等解析学：理工科学生のために』裳華房、1957年。

共著
- 『輓近高等数学講座. 第8』共立社、1931年。
- 『輓近高等数学講座. 第34巻』共立社、1934年。